# Marco Orsi
Marco Orsi (Castel San Pietro Terme, 11 de diciembre de 1990) es un deportista italiano que compite en natación (estilo libre) y natación con aletas.
Ganó una medalla de bronce en el Campeonato Mundial de Natación de 2015 y cuatro medallas en el Campeonato Mundial de Natación en Piscina Corta entre los años 2012 y 2018.
Además, obtuvo dos medallas en el Campeonato Europeo de Natación, en los años 2012 y 2014, y veinticinco medallas en el Campeonato Europeo de Natación en Piscina Corta entre los años 2008 y 2021.
Además, en natación con aletas consiguió una medalla de bronce en los Juegos Mundiales de 2025.
Participó en dos Juegos Olímpicos de Verano, en los años 2012 y 2016, ocupando el séptimo lugar en Londres 2012, en la prueba de 4 × 100 m libre.

## Palmarés internacional
| Campeonato Mundial                  | Campeonato Mundial       | Campeonato Mundial | Campeonato Mundial   |
| Año                                 | Lugar                    | Medalla            | Prueba               |
| ----------------------------------- | ------------------------ | ------------------ | -------------------- |
| 2015                                | Kazán (Rusia)            | Medalla de bronce  | 4 × 100 m libre      |
| Campeonato Mundial en Piscina Corta |                          |                    |                      |
| Año                                 | Lugar                    | Medalla            | Prueba               |
| 2012                                | Estambul (Turquía)       | Medalla de plata   | 4 × 100 m libre      |
| 2014                                | Doha (Catar)             | Medalla de plata   | 50 m libre           |
| 2014                                | Doha (Catar)             | Medalla de bronce  | 4 × 50 m libre       |
| 2018                                | Hangzhou (China)         | Medalla de plata   | 100 m estilos        |
| Campeonato Europeo                  |                          |                    |                      |
| Año                                 | Lugar                    | Medalla            | Prueba               |
| 2012                                | Debrecen (Hungría)       | Medalla de plata   | 4 × 100 m libre      |
| 2014                                | Berlín (Alemania)        | Medalla de bronce  | 4 × 100 m libre      |
| Campeonato Europeo en Piscina Corta |                          |                    |                      |
| Año                                 | Lugar                    | Medalla            | Prueba               |
| 2008                                | Rijeka (Croacia)         | Medalla de plata   | 4 × 50 m libre       |
| 2009                                | Estambul (Turquía)       | Medalla de bronce  | 4 × 50 m estilos     |
| 2010                                | Eindhoven (Países Bajos) | Medalla de oro     | 4 × 50 m libre       |
| 2010                                | Eindhoven (Países Bajos) | Medalla de plata   | 4 × 50 m estilos     |
| 2010                                | Eindhoven (Países Bajos) | Medalla de plata   | 50 m libre           |
| 2011                                | Szczecin (Polonia)       | Medalla de oro     | 4 × 50 m libre       |
| 2011                                | Szczecin (Polonia)       | Medalla de oro     | 4 × 50 m estilos     |
| 2011                                | Szczecin (Polonia)       | Medalla de bronce  | 50 m libre           |
| 2013                                | Herning (Dinamarca)      | Medalla de plata   | 50 m libre           |
| 2013                                | Herning (Dinamarca)      | Medalla de plata   | 4 × 50 m libre       |
| 2013                                | Herning (Dinamarca)      | Medalla de plata   | 4 × 50 m estilos     |
| 2013                                | Herning (Dinamarca)      | Medalla de plata   | 4 × 50 m libre mixto |
| 2013                                | Herning (Dinamarca)      | Medalla de bronce  | 100 m libre          |
| 2015                                | Netanya (Israel)         | Medalla de oro     | 100 m libre          |
| 2015                                | Netanya (Israel)         | Medalla de oro     | 4 × 50 m estilos     |
| 2015                                | Netanya (Israel)         | Medalla de oro     | 4 × 50 m libre mixto |
| 2015                                | Netanya (Israel)         | Medalla de plata   | 50 m libre           |
| 2015                                | Netanya (Israel)         | Medalla de plata   | 4 × 50 m libre       |
| 2017                                | Copenhague (Dinamarca)   | Medalla de oro     | 100 m estilos        |
| 2017                                | Copenhague (Dinamarca)   | Medalla de plata   | 4 × 50 m libre       |
| 2017                                | Copenhague (Dinamarca)   | Medalla de bronce  | 4 × 50 m libre mixto |
| 2019                                | Glasgow (Reino Unido)    | Medalla de bronce  | 4 × 50 m libre       |
| 2021                                | Kazán (Rusia)            | Medalla de oro     | 100 m estilos        |
| 2021                                | Kazán (Rusia)            | Medalla de oro     | 4 × 50 m estilos     |
| 2021                                | Kazán (Rusia)            | Medalla de plata   | 4 × 50 m libre       |